# مغلفة النيكوتين
مغلفة النيكوتين هو برنامج من اثني عشر خطوة للأشخاص الراغبين بالإقلاع عن التدخين و عيش حياة خالية من النيكوتين(التبغ). و اعتبارا من تموز 2017 هنالك ما يزيد عن 700 لقاء وجها لوجه في 32 دولة حول العالم وعقد أغلبها في الولايات المتحدة الأميركية , أستراليا وروسيا , إضافة إلى اللقاءات في العديد من منصات التواصل الاجتماعي.
و تحافظ إدارة البرنامج على التذكير بأن الإقطاع التام عن النيكوتين هو أمر أساسي وضروري للتعافي والتخلص من أثره في الجسم.
و تعرّف الانقطاع التام عن النيكوتين بأنها حالة تبدأ عندما تكف عن استخدام النيكوتين بكل أشكاله.

## إحصائيات
في استطلاع شارك 104 من المدخنين ممن تبدأ أعمارهم من 18 عام صرّح 78% منهم باقتناعهم أن الأمور الروحية نحو الاسترخاء وغيره قد تساعدهم على التخلص من التدخين.
و في الاستطلاع ذاته، لوحظ أن المدخنون من الذكور والإناث ممن تبلغ أعمارهم 31 عام وأكثر، كانوا أكثر رغبة في استخدام الأسلوب الروحاني في عملية الانقطاع عن التدخين، بدلَا عن ضبط أنفسهم.
أمّا الأشخاص كثيفي التدخين (من يقومون بتدخين ما يزيد عن 50 سيجارة في اليوم) وجدوا أنهم أكثر تقبلا للحث على الموارد البشرية كمحاولة للإقلاع عن التدخين.
أمّا مدمني الكحول من قاموا بتجربة برنامج (12 خطوة نحو التخلص من الكحول), لربما كانوا أكثر إيمانا بأن البرنامج ذاته يمكن استخدامه للبدء والمحافظة على الانقطاع عن التدخين واستخدام التوباكو (التبغ).
النسخة الأولى من كتاب (ترك التدخين – nicotine anonymous ) تظهر نتائج الاستطلاع الأولي للأعضاء أن 25% منهم أجابوا استبيان حول موضوع البرنامج أنهم قد سبق وقاموا بتجربته.
و العديد من المدخنين لا يرون أن العلاج الجماعي هو أمر مؤيّد عمليَا.

## مقارنة
هنالك العديد من الإعلانات والبرامج غير الربحية التي تدعم برامج الانقطاع عن التدخين في الولايات المتحدة وهي خيارات منخفضة التكلفة، بالإضافة إلى أن إدارة برنامج التخلص من النيكوتين بتم دعمهم من قبل مجموعات مثل المجتمع الأمريكي للسرطان ,
الاتحاد الرئوي الأمريكي , الاتحاد الأمريكي للقلب و  كنيسة اليوم السابع السبتية.
البرامج التجارية تتضمن علاج سلوكي معرفي جماعي تقوم على استبدال النيكوتين البوبروبيون (دواء مضاد للاكتئاب). و التنسيق بين هذه الأساليب التي يتم تسويقها ونشرها في حملات إعلانية تجاه عدم التدخين ومقاطعي التدخين قد تم ترخيص استخدامها لمقدمي العلاج للمرضى المقيمين وغير المقيمين في المستشفيات.
كل ما سبق ذكره بالإضافة إلى البرامج المحلية، يتم إجراؤها من قبل مرافق العلاج الإقليمية.
يتم عقد لقاء أسبوعي لمقاطعي التدخين وهذا أمر فريد بين مجموعة خيارات العلاج لأنه يتيح لمستخدمي النيكوتين (الحاليين والسابقين) الانضمام لهذه الجلسات متى ما يشاءون حسب رغباتهم، في حين أن أغلب البرامج العلاجية الأخرى يتم تنظيمها لفترة محددة بعدد معين من الجلسات مما يجعل الأمر صعبا للأعضاء الانخراط في المجموعات في منتصف البرنامج العلاجي أو حتى قد لا يكون البرنامج متوفر في الوقت الذي يرغبونه.
في عام 1996م حققت مؤسسة ( nica ) المرتبة الثانية عشر في الحجم من بين 13 مؤسسة من المؤسسات ذوو برنامج الإثني عشرة خطوة التي درسها كلاوس ماكيلا.
الرعاية والحضور على الدوام ليس بذات الأهمية كما في برامج ألاثني عشرة خطوة الآخرين ومعدل الحضور في الجلسة الواحدة يبلغ 7 أشخاص.
و تبعَا لمؤسسة  ( nica ) قيل انه رغم أن التدخين وإدمان الكحول قد تم تعريفهما على أن كلاهما يفرضان أعباء على العائلة , إلا انه لا يوجد هنالك أي مجموعات للدعم من قبل عوائل أو أصدقاء الأشخاص المدخنين.
ويجدر بالذكر وجود مجموعات مماثلة قد تم إنشاؤها لغرض دم مدمني الكحول من قبل العائلة والأصدقاء و تسمى الآنون.
و تقوم الخدمة العالمية لمكافحة النيكوتين بتوفير كتيّب للعائلة والأصدقاء حول كيفية التعامل ما إذا كنت تعلم عن شخص يدخن أو يستخدم التوباكو القابل للمضغ.